# 12584 Zeljkoandreic
12584 Zeljkoandreic eller 1999 RF36 är en asteroid i huvudbältet som upptäcktes den 12 september 1999 av den kroatiska astronomen Korado Korlević vid Višnjan-observatoriet. Den är uppkallad efter amatörastronomen Željko Andreić.
Den tillhör asteroidgruppen Vesta.